# هينك هيل
هينك هيل (بالهولندية: Henk Hille)‏ هو لاعب هوكي الجليد هولندي، ولد في 16 مايو 1959 في أمستردام في هولندا.

## وصلات خارجية
- هينك هيل على موقع EliteProspects.com (الإنجليزية)
- هينك هيل على موقع أوليمبيديا (الإنجليزية)